# Aysha prospera
Aysha prospera är en spindelart som beskrevs av Eugen von Keyserling 1891. Aysha prospera ingår i släktet Aysha och familjen spökspindlar. Inga underarter finns listade.